# Битето
Битето (итал. Bitetto) је насеље у Италији у округу Бари, региону Апулија.
Према процени из 2011. у насељу је живело 11374 становника. Насеље се налази на надморској висини од 139 м.

## Становништво
| 1931. | 1936. | 1951. | 1961. | 1971. | 1981. | 1991. | 2001.  | 2011.  |
| ----- | ----- | ----- | ----- | ----- | ----- | ----- | ------ | ------ |
| 5.952 | 6.119 | 6.751 | 6.408 | 6.711 | 8.374 | 9.370 | 10.153 | 11.799 |